# Muzika (pokrm)
Muzika je český vánoční pokrm v podobě kompotu či omáčky z vařeného sušeného ovoce, především švestek, hrušek a jablečných křížal. Kromě těchto základní přísad se v receptech objevují i ingredience jako ořechy, rozinky, povidla, mouka, perník, koření (například skořice a hřebíček), med, citronová šťáva či ocet.
Označení muzika je nejčastější a objevuje se například na Klatovsku nebo v Podřipsku, existují ale také alternativní označení: tříslo (severovýchodní Čechy) nebo sladký vocet (Malšicko) nebo šprachanda. Název tomáškový kompot odkazuje na přípravu pokrmu na svátek svatého Tomáše (21. prosince), název černá omáčka je odkazován v jméně pokrmu kapr na černo, označení odvárka je již staročeské.  Odvárka se vařila ze sušených hrušek a švestek, které se prolisovaly cedníkem, smíchaly s povidly a trochou vody, a dále vařily s kořením a strouhaným perníkem. Nakonec se přidaly rozinky nebo strouhané ořechy. Místně se také může lišit úprava: mohou být přidány houby (Nepomucko), smažené kuličky z kynutého těsta (Pelhřimovsko) nebo celá buchta.